# Dicheranthus plocamoides
Dicheranthus plocamoides là loài thực vật có hoa thuộc họ Cẩm chướng. Loài này được Webb mô tả khoa học đầu tiên năm 1846.